# 莫比烏斯 (電影)
《莫比烏斯》（韓語：뫼비우스） 是一部韩国导演金基德编剧、执导的家庭倫理恐怖片。内容涉及切斷生殖器和母子乱伦场景，因此受到了韩国映像部门的严格审查，被評定為限制放映（제한상영가）。在剪輯掉表達重要主題「如同心臟一般」的場景之後，才降級为青少年不宜（청소년관람불가）公映。在第70届威尼斯影展上全球首映無刪減版本，韩国于2013年9月5日上映。
另外本片於香港及台灣推出上映和發行的版本均為未刪剪版。

## 剧情
讲述一對父子与母親、情婦之间发生的情感悲剧。

## 角色
- 曹在顯 - 父親
- 徐榮柱 - 兒子
- 李恩宇（英语：Lee Eun-woo） - 母親/情婦（一人分飾兩角）

## 反响
《莫比乌斯》于9月3日下午在威尼斯非竞赛单元放映。影片中大量的性描写引发观看不适，不断有记者中途退场。

## 獎項
2013年青龍電影獎入圍最佳新人男演員：徐榮柱